# Tramlijn 24 (Rotterdam)
Tramlijn 24  was een tramlijn van de Rotterdamse RET die loopt van De Esch naar Vlaardingen-Holy en was gestart op 9 december 2012 en werd op 6 januari 2025 vernummerd in lijn 1.

## Route
Tramlijn 24 rijdt van beginpunt Nesserdijk tot en met halte Bachplein dezelfde route als tramlijn 21. Vanaf Bachplein tot en met eindpunt Holysingel rijdt de tramlijn over de voormalige route van tramlijn 23. Lijn 23 is hierbij ingekort tot Marconiplein. Lijn 24 rijdt dus, op vijf haltes na, dezelfde route als lijn 21. Hierdoor kon de frequentie op beide lijnen worden verlaagd. Alleen op de trajecten Holysingel - Bachplein en Harreweg - Bachplein is er een lagere frequentie dan voorheen. Dit is een financiële beslissing, want qua aansluiting is het bijvoorbeeld handiger om lijn 24 via de Goudsesingel te laten rijden, maar dan komt er een te lage frequentie op het traject Centraal Station - Oostplein.
Op 6 januari 2025 wordt het tramnetwerk in Rotterdam veranderd; het is de bedoeling om veel tramlijnen een andere route en een ander lijnnummer te geven. Lijn 24 wordt vernummerd in lijn 1. In de route, frequentie en bedieningstijden vinden er geen wijzigingen plaats.

## Keerdriehoek Holy

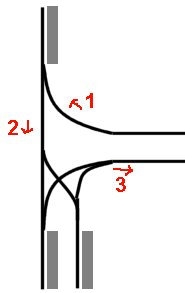
Schema van de keerdriehoek Holy

Lijn 24 neemt tussen Marconiplein en Holysingel het traject van lijn 23 over, waardoor ook de keerdriehoek in Holy wordt aangedaan. Door de beperkte ruimte keren de trams in Vlaardingen niet via een keerlus, maar middels een keerdriehoek. Om te kunnen keren kruisen de trams eerst een drukke verbindingsweg, om dan de keerdriehoek te bereiken die pal tegen de bebouwing aan ligt. Na aankomst op het eindpunt moet de tram een stukje achteruit steken om weer in de juiste rijrichting te komen.

## Eerdere lijnnummers 24
Tussen 1 december 1929 en 8 mei 1932 heeft er ook een lijn 24 bestaan. Deze, in feite een versterkingslijn van lijn 4, reed van het Willemsplein naar Spangen.

## Exploitatie
Op werkdagen werd er vanaf 5:30 tot en met einde dienst een 15-minutendienst gereden. Op zaterdagochtend en -middag en zondagmiddag reed lijn 24 een 20-minutendienst. Op zondagochtend en elke avond werd er een 15-minutendienst gereden. Lijn 21 zorgde tussen Nesserdijk en Bachplein voor een dubbele frequentie.

## Materieel
Tramlijn 24 was volledig geschikt voor lagevloertrams en werd geëxploiteerd met de Citadis, een tram van de bouwer Alstom.